# ويس روبنسون
ويس روبنسون (26 ديسمبر 1980 في أستراليا - ) (بالإنجليزية: Wes Robinson)‏ هو لاعب كريكت أسترالي. لعب مع فريق غرب أستراليا للكريكت ‏.

## وصلات خارجية
- ويس روبنسون على موقع إي آس بي آن كريك إنفو (الإنجليزية)